# António Júlio Duarte
António Júlio Duarte (Lisboa, 1965) és un fotògraf portuguès.
Es va formar a l'escola ArCO, on va aprendre la importància de la generació de fotògrafs portuguesos de finals del segle xx. Va completar la seva formació a la Royal College of Art de Londres. Té obra a diversos museus, entre els quals destaquen el Museu de les Comunicacions de Portugal i la Fundació Foto Colectània. És considerat com un dels fotografs més significatius del seu país.